# Gran Logia Unida de Inglaterra
La Gran Logia Unida de Inglaterra (UGLE, en el acrónimo en inglés) es el principal cuerpo regulador de la francmasonería en Inglaterra y en algunas jurisdicciones fuera de ella (habitualmente, países de la Mancomunidad Británica de Naciones o que pertenecieron al Imperio británico - Estados Unidos). Está formada, según datos de su web oficial, por 270.000 miembros adscritos a unas 8000 logias. La Gran Logia Unida de Inglaterra suele ser considerada como el principal referente mundial de la corriente masónica que se denomina regular, para distinguirla de la que admite la presencia de mujeres en la masonería y no establece para sus miembros la condición de creer en Dios o en un Ser Supremo y el juramento sobre un libro de la Ley Sagrada. La Gran Logia Unida de Inglaterra se considera una institución masónica regular, aspecto sobre el que discrepan otras corrientes de la masonería. 

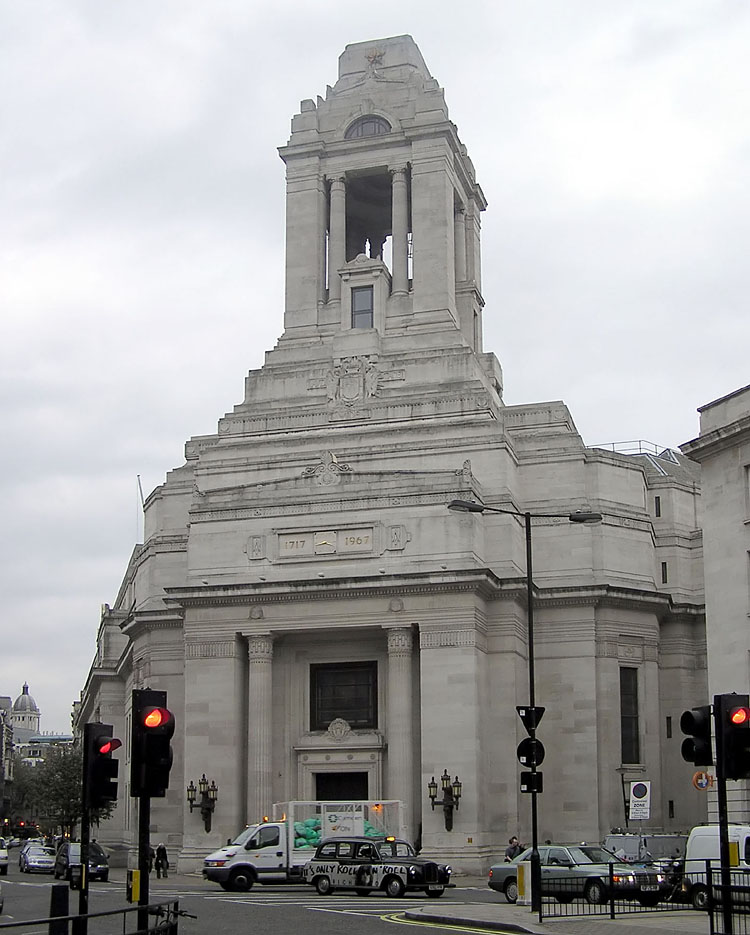
Sede, en Londres, de la Gran Logia Unida de Inglaterra.

## Historia de la Gran Logia Unida de Inglaterra
La Primera Gran Logia se constituyó el 24 de junio de 1717, cuando cuatro logias de Londres se reunieron en la taberna Goose and Gridiron y formaron la que denominaron Gran Logia de Londres y Westminster. En 1723, se publicaron las Constituciones de Anderson, que incluían sus reglas de organización y principios.
En 1751, un grupo de francmasones formó una Gran Logia rival, la Gran Logia de Masones Libres y Aceptados de Inglaterra, argumentando que la Gran Logia creada en Londres había introducido innovaciones y se había apartado de los antiguos linderos de la masonería, mientras que ellos trabajaban de acuerdo con las antiguas reglas dadas por el Príncipe Eduardo en York en el año 926 d. C. Por este motivo, terminará siendo informalmente denominada como la Gran Logia de los antiguos, en contraposición a la Primera Gran Logia que, paradójicamente, será conocida como la de los modernos. 
La Constitución de la Segunda Gran Logia, compilada por su Gran Secretario Laurence Dermott, se denomina Ahiman Rezon, nombre hebraico que aproximadamente viene a significar Una ayuda a un Hermano. 
Henry Sadler, en su libro Hechos y ficciones masónicas (1887), contradice el discurso de Dermott, según el cual los miembros de la segunda Gran Logia habrían sido unos escindidos por causa de los usos tradicionales. Según Sadler, en realidad, los "antiguos" eran, sobre todo, inmigrantes irlandeses en Londres que, al ser recibidos con cierta hostilidad por las logias inglesas, decidieron constituir su propia organización. 
Las diferencias rituales entre una y otra tradición no provendrían de ninguna "innovación" de la Gran Logia de Londres, sino que se deberían a la diferente manera en que, tanto en Irlanda como en Inglaterra, se llevaría a cabo la adopción y reorganización del patrimonio ritual de la vieja masonería escocesa. Si bien una parte de la historiografía ha tendido a exagerar las divergencias entre "modernos" y "antiguos", éstas no afectan en realidad más que a ciertas particularidades sobre la disposición de la logia y del ritual. En lo esencial, los ritos y las ceremonias masónicas son comunes en las dos tradiciones. Sin embargo, conocer las diferencias entre ellas, por irrelevantes que parezcan, resulta indispensable para comprender la génesis de los diferentes ritos masónicos, pues todos provienen de una de estas dos familias.
Las rivalidades entre ambas se mantuvieron durante 63 años, lo que constituyó el primer cisma de la francmasonería. En 1809, las dos Grandes Logias rivales iniciaron negociaciones para llegar a una unión equitativa, que se produjo el 27 de diciembre de 1813 de la mano de sus respectivos Grandes Maestros, los duques de Sussex y de Kent, hijos ambos del rey Jorge III. La nueva organización se denominó Gran Logia Unida de Inglaterra y es la que pervive en la actualidad. El duque de Sussex fue su primer Gran Maestro.
Actualmente, es el príncipe Eduardo, duque de Kent, quien ejerce como gran maestre de la Gran logia Unida de Inglaterra.

## Regularidad de origen
Es aceptado por la generalidad de las Obediencias masónicas que la denominada regularidad de origen emana de la primitiva Gran Logia de Londres y Westminster. En este sentido, las Obediencias que se consideran regulares habrían recibido su carta patente directamente de esta Gran Logia o transmitida a través de otras Obediencias intermedias, cuyo primer eslabón sería la Gran Logia de Londres y Westminster. De igual manera aquellas logias que recibieron su carta patente de la Gran Logia de Londres tienen este reconocimiento, pues al fusionarse en la Gran Logia de Inglaterra reconocieron la regularidad de ambas grandes logias, así como los diferentes ritos que practicaba, nombrando simbólicos a los tres primeros, y dándole la libertad a sus miembros de escoger el o los órdenes o rituales filosóficos (REAA, rito de York, Rito Escocés Estándar, Rito Rectificado, entre otros), que quisieran, y ninguno es incompatible entre sí.[cita requerida]